# Gerd Langguth

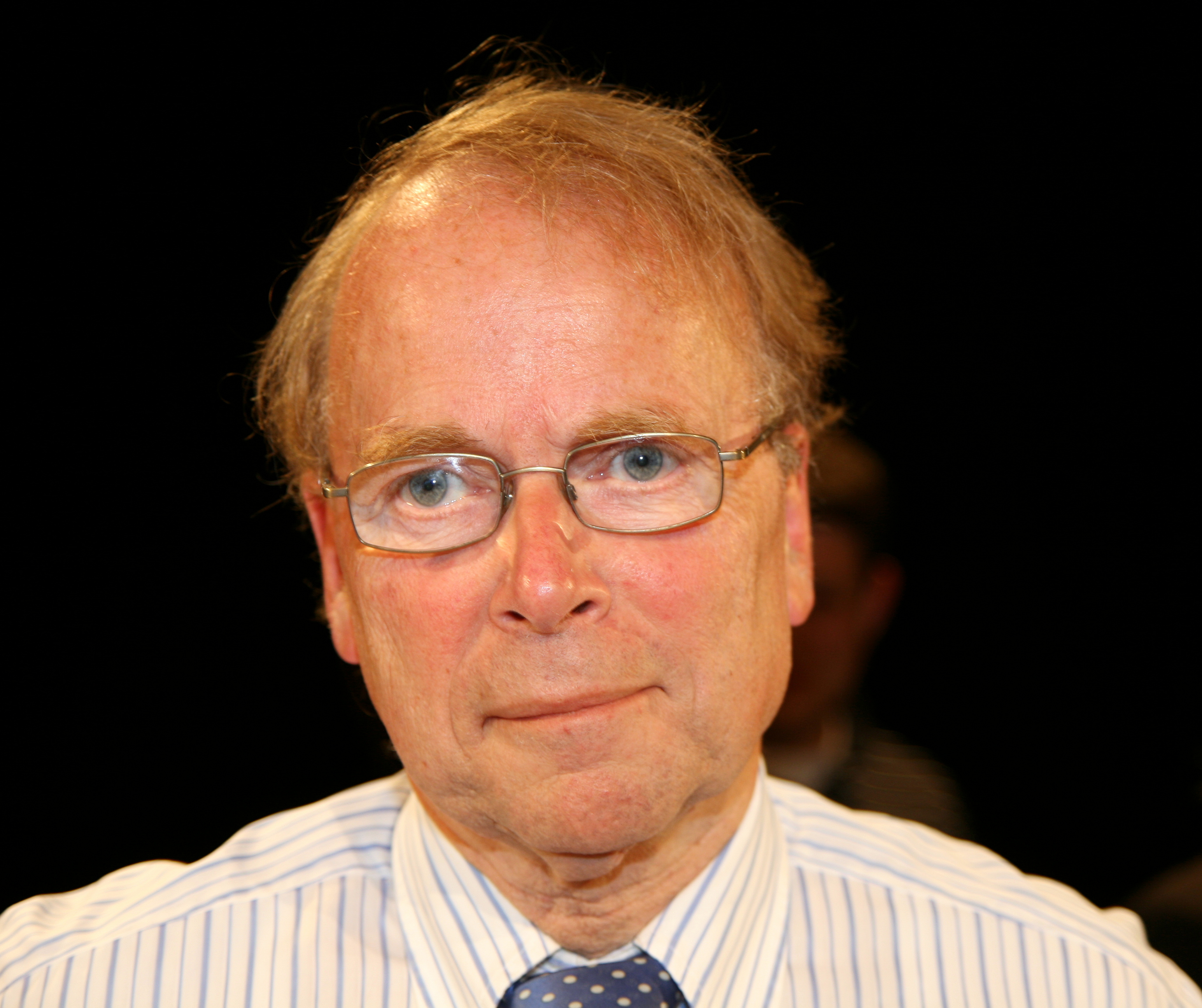
Gerd Langguth (2008)

Gerd Langguth (* 18. Mai 1946 in Wertheim; † 12. Mai 2013 in Köln-Merheim) war ein deutscher Politikwissenschaftler, politischer Publizist und Politiker (CDU). Er war 1976–1980 Mitglied des Deutschen Bundestages und 1981–1985 Direktor der Bundeszentrale für politische Bildung. Außerdem bekleidete er eine Honorarprofessur in Bonn. Bekannt war er darüber hinaus als Biograf für Bundeskanzlerin Angela Merkel und Bundespräsident Horst Köhler.

## Leben
Gerd Langguth wurde 1946 als Sohn eines Lebensmittelgroßhändlers geboren. Er besuchte den altsprachlichen Zweig vom Dietrich-Bonhoeffer-Gymnasium Wertheim. Nach dem Abitur studierte er an der Rheinischen Friedrich-Wilhelms-Universität Bonn Politische Wissenschaft, Staatsrecht und Geschichte. Mit einer Doktorarbeit bei Hans-Adolf Jacobsen wurde er 1975 zum Dr. phil. promoviert. Er war zunächst 1975/76 Lehrbeauftragter für Soziologie an der Fachhochschule für öffentliche Verwaltung in Stuttgart. 
Im Rahmen seiner Honorarprofessur (ab 1996) für Politische Wissenschaft am Institut für Politische Wissenschaft und Soziologie in Bonn setzte sich Langguth mit der Europäischen Integration, dem internationalen Terrorismus, den Parteien und der politischen Geschichte der Bundesrepublik Deutschland auseinander. Er betreute mehrere Dissertationen u. a. Daniel Friedrich Sturm.
Langguth war Mitglied der Deutschen Gesellschaft für Politikwissenschaft. Ab 2010 war er Präsident des Internationalen Clubs La Redoute. Außerdem war er Mitglied des Kuratoriums der Demokratie-Stiftung der Universität zu Köln und Vorsitzender des Stiftungsrates der Otto und Erich Langguth-Stiftung.
Langguth, evangelisch, war mit der Lebensmittelchemikerin und Managerin Susanne Langguth verheiratet. Wenige Tage vor seinem 67. Geburtstag starb Langguth nach langjähriger Krankheit in einem Krankenhaus in Köln-Merheim.

## Politik

### Partei und Stiftung
Während des Studiums (1970 bis 1974) war Langguth Bundesvorsitzender des Rings Christlich-Demokratischer Studenten (RCDS). Von 1975 bis 1977 war er stellvertretender Vorsitzender der Europäischen Union Demokratischer Studenten. Er war von 1971 bis 1977 zugleich Mitglied des CDU-Bundesvorstandes und 1974 Mitglied der CDU-Grundsatzkommission. 1972 wurde er Mitglied des Bundesvorstandes des Evangelischen Arbeitskreises (EAK) seiner Partei. 1975 wurde er Vorstandsmitglied der Jungen Union Baden-Württemberg und der CDU Baden-Württemberg.
1975 war er Leiter des Bildungswerks der CDU-nahen Konrad-Adenauer-Stiftung in Stuttgart. Von 1993 bis 1997 war er Geschäftsführender Vorsitzender der Konrad-Adenauer-Stiftung. Ihn beschäftigte vor allem die Aufarbeitung der deutschen Geschichte. Danach sollte er Vorsitzender von Inter Nationes werden, was allerdings durch SPD und Grüne verhindert wurde.
Er sagte sich später von seinem Förderer Helmut Kohl los und war 2003/04 geschäftsführender Vorstand des parteiübergreifenden, wirtschaftspolitischen Vereins Bürgerkonvent, den er gemeinsam mit Meinhard Miegel begründete.
Langguth lehnte die „Auswüchse“ der 68er-Bewegung ab, war ein Befürworter von Kohls Europapolitik und galt als Transatlantiker.

### Bundestagsabgeordneter
Langguth war 1976–1980 Mitglied des Deutschen Bundestages. Er setzte sich bei der Bundestagswahl 1976 als Direktkandidat im Wahlkreis 165 (Esslingen) gegen Volker Hauff (SPD) durch. Er war ordentliches Mitglied des Innenausschusses und des Petitionsausschusses (nach 1979 stellvertretendes Mitglied) sowie stellvertretendes Mitglied des Ausschusses für wirtschaftliche Zusammenarbeit. Bei der Bundestagswahl 1980 unterlag er Hauff wiederum mit 35,6 zu 44,5 Prozent der Erststimmen.

### Staatssekretär
Von 1986 bis 1987 war er Staatssekretär und Bevollmächtigter des Landes Berlin beim Bund.
Anschließend war er 1988–1993 Leiter der Vertretung der EG-Kommission in der Bundesrepublik Deutschland in Bonn.

## Politische Bildung

### Bundeszentrale
Zwischen 1981 und 1985 war Langguth neben Franklin Schultheiß (SPD) und Horst Dahlhaus (FDP) einer von drei Direktoren der Bundeszentrale für politische Bildung (bpb) in Bonn.

### Publizistik

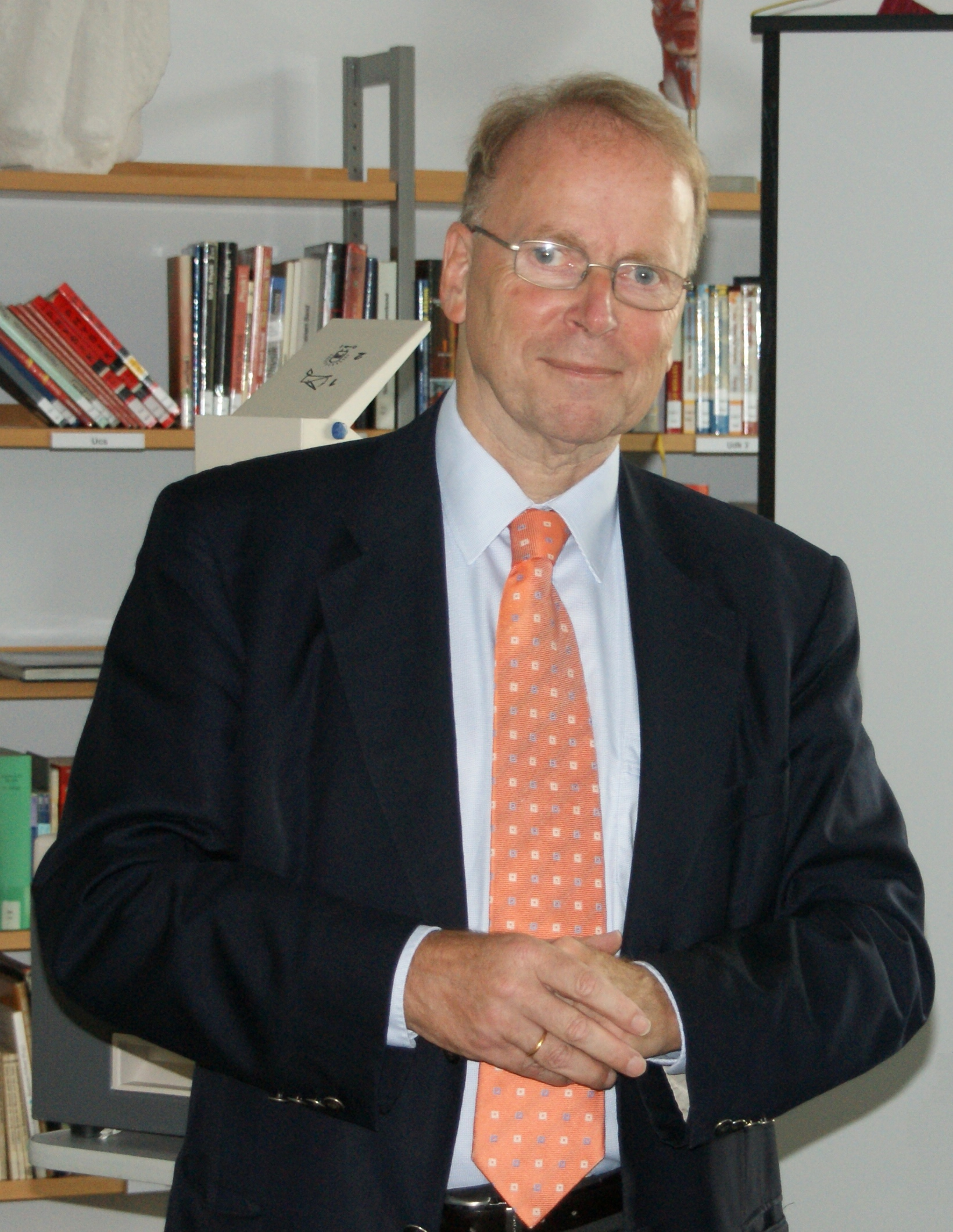
Gerd Langguth (2010)

Langguths Publikationen als politischer Autor beschäftigten sich mit der Protestbewegung – Entwicklung, Niedergang, Renaissance. Die Neue Linke seit 1968, eine in der Analyse des ehemaligen Vertreters des RCDS umstrittene Beschreibung der 68er-Bewegung. Weitere Veröffentlichung sind Der grüne Faktor. Von der Bewegung zur Partei? wie auch das Buch Mythos ’68 und Biografien über Angela Merkel (2005) und Horst Köhler (2007). Im März 2009 erschien sein letztes Buch Kohl – Schröder – Merkel. Machtmenschen, in dem er eine grundsätzliche Analyse der Facetten von „Macht“ vornahm, wie zuvor in seiner Veröffentlichung Das Innenleben der Macht. Krise und Zukunft der CDU.
Er trat regelmäßig als Fernsehkommentator in Erscheinung, u. a. als Gast des Ereignissenders Phoenix.

## Auszeichnungen
- 1975: Kai-Uwe-von-Hassel-Förderpreis der Hermann Ehlers Stiftung
- 1995:  Bundesverdienstkreuz am Bande (17. März 1995)[4]
- 2009: Medienpreis des Vereins der Ausländischen Presse in Deutschland

Der Ring Christlich-Demokratischer Akademiker (RCDA) hat nach seinem Tod den Gerd-Langguth-Preis gestiftet.

## Werke (Auswahl)
- Kohl – Schröder – Merkel. Machtmenschen, dtv, München 2009, ISBN 978-3-423-24731-3.
- Horst Köhler. Biografie, dtv, München 2007, ISBN 978-3-423-24589-0.
- Angela Merkel, dtv, München, 2005, ISBN 3-423-24485-2. (2010: Erweiterte und aktualisierte Taschenbuchausgabe, dtv, München, ISBN 978-3-423-34627-6) 
Die Mitte des Jahres 2005 erschienene Biographie der späteren Bundeskanzlerin Angela Merkel basiert auf 142 Interviews mit Personen aus Merkels Umfeld. Angela Merkel selbst war „zur begrenzten Mitwirkung“ an dem Buch bereit und gab dem Autor ein „umfängliches Interview“ (65 Minuten).
- Das Innenleben der Macht. Krise und Zukunft der CDU, Ullstein, München, 2001, ISBN 3-550-07169-8.
- Mythos ’68. Die Gewaltphilosophie des Rudi Dutschke – Ursachen und Folgen der Studentenbewegung, Olzog Verlag, München, 2001, ISBN 3-7892-8065-8.
- Deutschland andenken. Eine Nation im Dialog, Bouvier, Bonn 1998, 152 S., ISBN 3-416-02747-7.
- Die Intellektuellen und die nationale Frage (Herausgeber). Campus-Verlag, Frankfurt am Main/New York 1997; ISBN 3-593-35725-9.
- Suche nach Sicherheiten. Ein Psychogramm der Deutschen, DVA, Stuttgart, 1995, ISBN 3-421-05002-3.
- Politik und Plakat, Bonn 1995;  ISBN 3-416-02569-5.
- Macht bedeutet Verantwortung – Adenauers Weichenstellung für die heutige Politik (Herausgeber), Köln 1994; mit eigenem Beitrag: Konrad Adenauer: „Vater“ der Wiedervereinigung oder „Spalter“ Deutschlands? S. 75–93, ISBN 3-8046-8809-8.
- Autor, Macht, Staat. Literatur und Politik in Deutschland – Ein notwendiger Dialog (Herausgeber), Düsseldorf 1994, ISBN 3-7700-0918-5.
- Berlin. Vom Brennpunkt der Teilung zur Brücke der Einheit, Verl. Wissenschaft und Politik, Köln, 1990, ISBN 3-8046-8755-5.
- Wer regiert Nicaragua. Geschichte, Ideologie und Machtstrukturen des Sandinismus, Verl. Bonn Aktuell, Stuttgart 1989, ISBN 3-87959-381-7.
- Protestbewegung – Entwicklung, Niedergang, Renaissance. Die Neue Linke seit 1968, Verl. Wissenschaft und Politik, Köln, 1983, 2. Aufl. 1984, ISBN 3-8046-8617-6.
- Der grüne Faktor. Von der Bewegung zur Partei?, Osnabrück, Fromm, 1984, ISBN 3-7201-5169-7.
- Jugend ist anders. Portrait einer jungen Generation, Herder, Freiburg, 1983, ISBN 3-451-08059-1.
- Protestbewegung in der Bundesrepublik Deutschland 1968–1976, Schriftenreihe der Bundeszentrale für politische Bildung, Bd. 117, Köln 1976 (Veröffentlichung der Dissertation Die Entwicklung der Protestbewegung in der Bundesrepublik 1968–1975, Universität Bonn, Philosophische Fakultät, 1975) ISBN 3-8046-8520-X, ISBN 3-921352-18-5.
- Protestbewegung am Ende. Die Neue Linke als Vorhut der DKP, Hase & Köhler, Mainz 1971, ISBN 3-7758-0827-2.